# Orakel

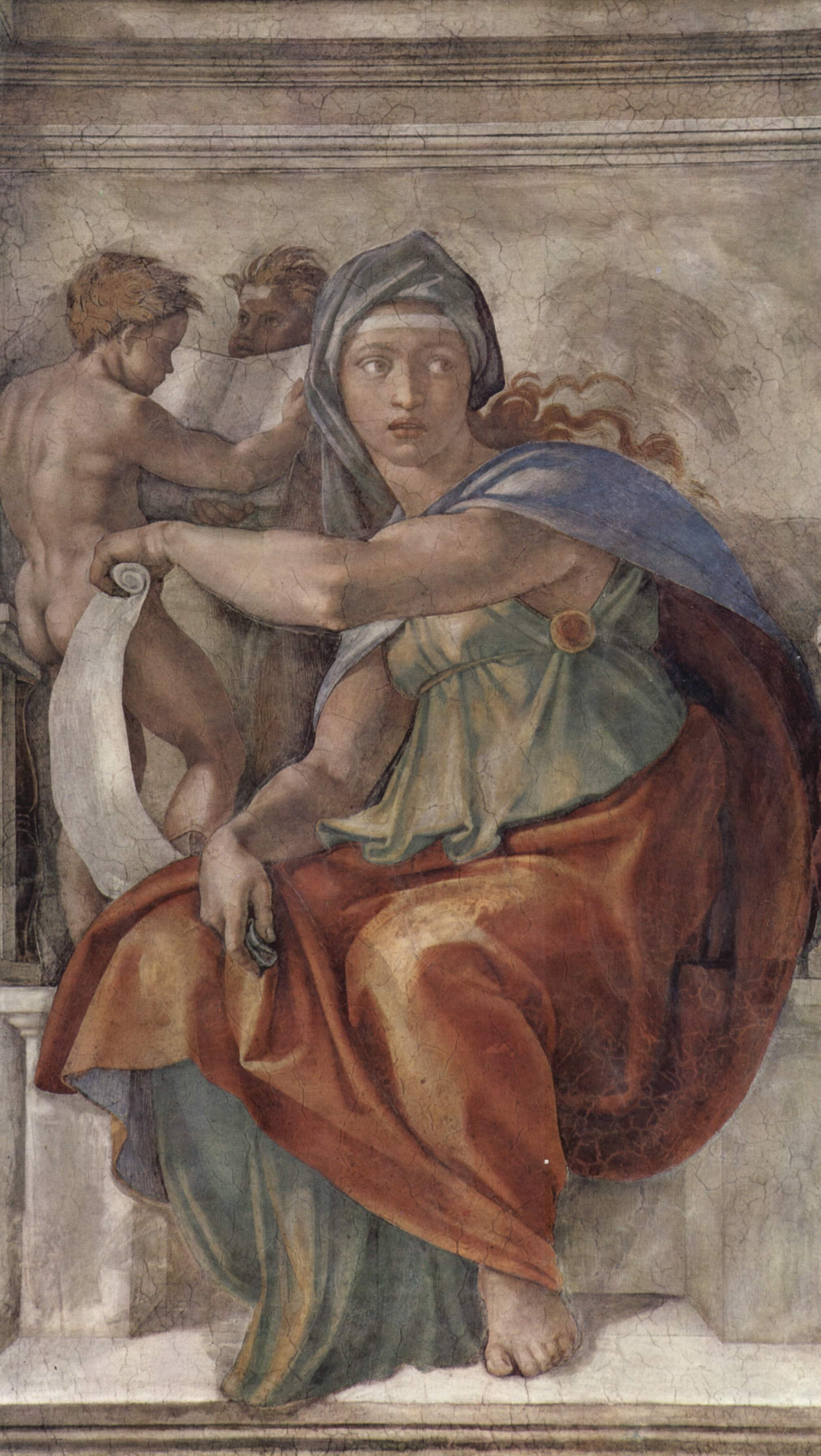
Oraklet i Delfi - Michelangelos målning i Sixtinska kapellets tak.

Orakel (av latin orare, tala) är i grekisk och romersk mytologi vissa tempel och heliga platser där man av en viss gudomlighet kunde få råd och upplysningar. Mest berömt var Apollons orakel i Delfi. Orakel betecknade även gudomens svårtolkade, ofta dunkla och mångtydiga svar.
I äldre tider hade oraklen högt anseende. De rådfrågades vid viktiga tillfällen och hade stort inflytande på både stater och enskilda individers liv. Det är sannolikt att oraklen, under ledning av kvalificerade präster i samarbete med andra framstående och visa män, ofta bidrog med välgrundade råd.
Svaren från gudarna förmedlades vanligtvis genom orakeltemplens anställda präster, men det varierade hur man fick svar. I många fall skedde det genom sakkunnig tydning av yttre tecken, till exempel i Dodona där man iakttog trädens susande i den heliga lunden. Gudarnas vilja kunde också tolkas genom undersökning av offerdjurs inälvor eller andra tecken som visade sig under offerceremonier. Denna metod tillämpades vid Zeusoraklet i Olympia.
I vissa fall var orakelsvaren resultatet av inspiration hos en individ. Det berodde antagligen oftast på lokala förhållanden, där t.ex. vattnet från vissa källor eller ångor som steg upp ur marken kunde framkalla extatiska tillstånd. Detta fenomen var särskilt känt vid oraklet i Delfi, men förekom även vid flera andra orakel.
Det fanns även "döds"- och "drömorakel" där offer och besvärjelser användes för att kalla på de avlidnas själar och få önskade upplysningar, ofta i form av drömmar. Ett exempel var "Trofonios håla" vid Lebadeia i Beotien. Dessa orakel var oftast helgade till någon av forntidens visa siare.
De viktigaste romerska och italiska oraklen var Sibyllaoraklen i Cumae och Tibur samt lottningsoraklen (sortes) i Cære och Palestrina, där gudomliga svar erhölls genom lottning med små stavar märkta med inskurna tecken. Det var särskilda prästkollegier som utförde teckentydningarna.
Antika orakel fanns även i Egypten, särskilt det berömda Zeus-Ammons-oraklet beläget i den libyska öknen.
Orakelsvaren var ofta svårtolkade med dunkla och mångtydiga svar, delvis på grund av det osäkra utfallet. Oraklen var starkt kopplade till den gamla gudatron och efter dess förfall förlorade oraklen i anseende. Anseendet påverkades också av prästernas egenintresse och mottaglighet för mutor. Genom ett påbud av kejsar Theodosius den store (död 395) upphävdes de hedniska orakeltemplen.
Inrättningar med liknande funktioner har funnits i de flesta forntida kulturer.
Ett ännu idag ofta anlitat orakel är det tibetanska statsoraklet (nu i Dharamsala i Nordindien), som försätter sig i trans innan han framför sina budskap. Han spelar bland annat en viktig roll vid sökandet efter en ny Dalai Lama.